# Gustav Regler
Gustav Regler (25. května 1898, Merzig, Sársko – 14. ledna 1963, Nové Dillí, Indie) byl německý spisovatel a novinář.

## Život
Narodil se v rodině knihkupce v sárském městě Merzig. Během první světové války byl těžce zraněn během plynového útoku na německo-francouzské frontě. Po válce studoval na mnichovské univerzitě filosofii, dějiny a francouzštinu. Rovněž se připojil k Bavorské republice rad. V roce 1922 byl promován na doktora filosofie na základě obhajoby práce Ironie v Goethově díle (Ironie im Werk Goethes). Téhož roku se oženil s Charlotte Dietze, dcerou textilního podnikatele. Pracoval jako redaktor novin Nürnberg-Fürther Morgenpresse. V roce 1928 se seznámil s Marií Louise (Mieke) Vogeler, dcerou malíře Heinricha Vogelera. Následujícího roku přesídlil do umělecké kolonie v Berlíně-Wilmsdorfu. Pod vlivem Vogelerovým vstoupil do komunistické strany. V roce 1932 vydal úspěšný román Voda, chléb a modré fazole (Wasser, Brot und blaue Bohnen).
Po požáru Říšského sněmu v roce 1933 uprchl před gestapem do Paříže. Zde přispěl mimo jiné do sborníku Hnědá kniha o požáru Říšského sněmu a Hitlerově teroru (Braunbuch über Reichstagsbrand und Hitler-Terror). Uplatnil tu své znalosti stavby z doby obrany sněmu proti levicovým radikálům v roce 1919. Byl občanem Sárska, kde mělo rozhodnout referendum, zda má být tato země připojena k Německé říši, k Francii, či zůstat samostatným státem. Aby ovlivnil toto referendum, vydal v roce 1934 román V křížové palbě (Im Kreuzfeuer). Většina obyvatel Sárska ale rozhodla o připojení země k Říši. Ještě téže noci uprchl Regler do Francie. Zde se seznámil s Egonem Ervínem Kischem či Lenkou Reinerovou.
Zúčastnil se sjezdů levicových spisovatelů v Moskvě v letech 1934 a 1936. Zde se seznámil s André Malrauxem, Iljou Erenburgem či Klausem Mannem. Během druhého sjezdu si ale také povšiml, že někteří ruští spisovatelé byli v mezidobí odstraněni nebo popraveni. To vzbudilo jeho pochybnosti o správnosti stalinského režimu.
Po vypuknutí španělské občanské války se zapojil do organizace interbrigád. Byl těžce zraněn a Ernest Hemingway jej pozval do Spojených států amerických. Zde napsal román Velký příklad (Das große Beispiel). Kniha vyšla v roce 1940 v anglickém překladu The Great Crusade s předmluvou Ernsta Hemingwaye, byla ale zastíněna Hemingwayovou knihou Komu zvoní hrana. Regler se v roce 1938 vrátil do Francie, kde byl na počátku druhé světové války v roce 1939 jako cizinec internován v táboře Le Vernet. V internaci se znovu setkal s Lenkou Reinerovou, která na to vzpomíná ve své knize Hranice uzavřeny (Grenze geschlossen). Tvrzení o tom, že Regler zradil německého antifašistu Gerharda Eislera, se ale nezakládají na pravdě. Na přímluvu řady osobností světové kultury byl po půl roce propuštěn a spolu s Marií Louise Vogeler emigroval do Spojených států amerických. Zde se znovu setkal s Kischem a podobně jako on odešel do Mexika, kde se oženil s Marií Louise Vogeler.
Přátelství s Kischem bylo nalomeno v roce 1939, kdy Stalin uzavřel dohodu s Hitlerem. Zatímco Kisch zastával oficiální stanoviska sovětské komunistické strany, Regler kritizoval cynismus její politiky. Poté, co Regler otiskl v německém komunistickém časopisu Análisis, vydávaném v Mexiku, kritiku spisovatele Otto Katze, došlo k definitivní roztržce. Tím ale ztratil možnost publikovat v komunistických nakladatelstvích. Zřekl se komunismu a po zbytek války se živil jako farmář. V roce 1945 zemřela jeho manželka. O rok později se oženil znovu s Američankou Peggy Paul.
Po válce se krátce vrátil do rodného Sárska. Psal romány, knihy o Mexiku, historické publikace a rozhlasové eseje. V roce 1963 mu André Malraux zprostředkoval schůzku s Džaváharlálem Néhrúem. Během návštěvy v Novém Díllí Regler zemřel na mozkovou mrtvici.

### Ocenění díla
Dne 7. října 2013 mu bylo uděleno čestné členství v PEN klubu německy píšících autorů.

## Dílo
- 1923 Die Ironie im Werk Goethes (Ironie v Goethově díle) – doktorská práce
- 1928 Zug der Hirten
- 1929 Die Söhne aber gehen zu den Knechten
- 1931 Hahnenkampf. Abenteuer eines französischen Mädchens
- 1932 Wasser, Brot und blaue Bohnen (Voda, chléb a modré fazole)
- 1933 Der verlorene Sohn (Marnotratný syn)
- 1934 Im Kreuzfeuer (Velký příklad – saarský román)
- 1936 Die Saat Román
- 1940 Das große Beispiel (vyšlo anglicky pod názvem The Great Crusade s předmluvou od Ernesta Hemingwaye)
- 1943 The Bottomless Pit. Der Brunnen des Abgrunds
- 1944 Wolfgang Paalen. monografie o rakousko-mexickém malíři a teoretiku umění
- 1947 Amimitl oder Die Geburt eines Schrecklichen
- 1947 Vulkanisches Land. Ein Buch von vielen Festen und mehr Widersprüchen
- 1954 Verwunschenes Land Mexiko
- 1955 Aretino. Freund der Frauen, Feind der Fürsten
- 1958 Das Ohr des Malchus (Ucho Malchuse) – autobiografický román